# Bellevigny
Bellevigny ist eine französische Gemeinde mit 6.239 Einwohnern (Stand: 1. Januar 2022) im Département Vendée in der Region Pays de la Loire; sie gehört zum Arrondissement La Roche-sur-Yon und zum Kanton Aizenay. Die Einwohner werden Bellevignois genannt.
Die Gemeinde wurde als Commune nouvelle zum 1. Januar 2016 aus den ehemaligen Gemeinden Belleville-sur-Vie und Saligny gebildet.

## Gliederung
| Ortsteil                               | ehemaliger INSEE-Code | Fläche (km²) | Einwohnerzahl (2016) |
| -------------------------------------- | --------------------- | ------------ | -------------------- |
| Belleville-sur-Vie (Verwaltungssitz)00 | 85019                 | 15,16        | 3901                 |
| Saligny                                | 85279                 | 23,36        | 2031                 |

## Geographie
Bellevigny liegt etwa elf Kilometer nördlich von La Roche-sur-Yon am Fluss Vie. Umgeben wird Bellevigny von den Nachbargemeinden Saint-Denis-la-Chevasse im Norden und Osten, Dompierre-sur-Yon im Süden und Osten, Le Poiré-sur-Vie im Süden und Westen sowie Beaufou und Les Lucs-sur-Boulogne im Nordwesten.

## Sehenswürdigkeiten
- Kirche Sainte-Anne
- Ehemalige Kirche Sainte-Anne in Belleville-sur-Vie